# (34721) 2001 QH5
2001 QH5 (asteroide 34721) é um asteroide da cintura principal. Possui uma excentricidade de 0.22904800 e uma inclinação de 1.72157º.
Este asteroide foi descoberto no dia 16 de agosto de 2001 por LINEAR em Socorro.